# Samuel Ha-Levi
Pour les articles homonymes, voir Abulafia.
Samuel ha-Levi (nom à la naissance Samuel ha-Leví Abulafia), juif séfarade de la famille des Abulafia de Tolède, trésorier et almojarife en Castille sous le règne de Pierre le Cruel. Le roi l’autorise à construire une synagogue à Tolède en 1357. En 1360, accusé de détourner des fonds publics, il est arrêté et ramené de Tolède à Séville par le roi Pierre le Cruel. Il meurt sous la torture en 1361.